# Dødningehånd
Dødningehånd (Alcyonium digitatum) er et marint koraldyr af Alcyoniidae familien. Den er en blødkoral og danner derfor ikke rev. Til forskel fra mange af de kendte varmtvandskoraller lever dødningehånd ikke i symbiose med zooxanthel-alger; det er en såkaldt azooxanthellat koral. 
Dødningehånd lever i forholdsvist koldt vand og findes som oftest ved kysterne i den tempererede del af Nordatlanten. Den har brug for en hård, fast overflade at hæfte sig fast på, da den ikke selv danner rev. Dødningehånden er en koloni af små polypdyr, der sidder i en fælles gullig masse af “bindevæv”. Det kan være sten i alle størrelser, skaller, træstykker eller vragdele. Dødningehånd lever i kolonier, med hvide, gule eller orange udposninger, der ofte minder om hænder eller fingre. Kolonien kan minde om en forkrøblet hånd.De bliver op til 25 cm høje og "fingrene" som regel mere end 3 cm i diameter. Det er en kødfuld koral med samme konsistens som brusk, hvor overfladen danner en skal af exo-skelet. De enkelte polypdyr er hvide og gennemsigtige og stikker ud af små huller i den læderagtige overflade, når de skal fange føde; det giver dødningehånd et pelsagtigt udseende på afstand.

Dødningehånds polypper har otte små tentakler, men de enkelte arme er svære at se med det blotte øje. Polypdyrene skræmmes nemt og trækker sig som regel hurtigt ind i korallen ved berøring. De kommer først frem igen efter adskillige timer.
Dødningehånd er altædende, idet polypperne filtrerer havvandet for både dyreplankton og planteplankton.  De strækker deres tentakler ud hvis der er føde til stede. Polypperne trækker også ilt ud af vandet. Af disse grunde foretrækker dødningehånd steder med en god strøm. Da en vigtig del af korallens føde som nævnt er alger (planteplankton) - modsat mange andre koraldyr - har den også behov for at være tilstede i den fotiske zone, hvor algerne er; derfor ses dødningehånd sjældent på dybder over 50 m.
Dødningehånd har muligvis et kemisk forsvar af methanol-stoffer, som gør dem uappetitlige for visse fisk. Den er dog ikke giftig for mennesker.
Hos dødningehånd er de enkelte koralkolonier énkønnede (han eller hun), dog er hermafroditter også fundet enkelte steder. Selve kolonien vokser fortrinsvist i første halvdel af året, hvorefter korallen holder op med at æde hen på sensommeren og polypperne trækkes permanent ind. Herefter udvikler kønskirtlerne sæd eller æg, og dødningehånd gyder den følgende vinter i december og januar. Befrugtningen sker for denne korals vedkommende når sæden og æggene mødes i vandet og embryonerne flyder herefter frit, indtil de når larvestadiet i løbet af en uge. De små nyfødte larver (Planulae) kan svømme og de fleste finder hurtigt et nyt egnet sted at sætte sig fast og begynder med det samme at omdanne sig til polypdyr. Enkelte larver bliver dog i vandet i længere tid og bevæger sig langt omkring (mere end 10 km), idet de kan leve mindst 6 måneder. På den måde spredes koloniens gener over et større område. Dødningehånd bliver mellem 20 og 50 år gamle.

Dødningehånds værste fjende er nøgensneglen (Nudiacrancha) der lever af at gnave i dødningehånden og havedderkoppen (Pycnogonum littorale), der suger kropsvæsken ud af korallerne.
Dødningehånd er almindeligt udbredt i danske farvande.